# Ejner Johansson
Ejner Bainkamp Johansson (Copenaghen, 7 marzo 1922 – 28 settembre 2001) è stato uno storico dell'arte, scrittore e regista danese.

## Biografia
Ejner Bainkamp Johansson è nato il 7 marzo 1922 a Copenaghen. Era il figlio di un immigrato svedese, Axel Robert Johansson, di Furuby, e di una donna danese, Margrethe Hansine Hansen.

## Carriera
Johansson si laurea, in storia dell'arte, nel 1956. Nel 1967 lavora come produttore televisivo per la DR, con la specializzazione nell'arte. Qui ha condotto una serie di programmi a tarda notte sull'arte e sulla cultura.

## Vita privata
Johansson aveva un figlio di nome Karsten Johansson, nato nel 1943, padre delle attrici Scarlett e Vanessa Johansson e degli attori Hunter, Adrian e Christian. Scarlett, ha raccontato di non aver mai conosciuto suo nonno a causa del suo allontanamento da suo padre.

## Opere
Nel corso della sua vita, Johansson ha scritto un gran numero di libri storici culturali e artistici. Alcuni di essi sono:
- Dansk marinemaleri i det nittende aarhundredede (1951)
- Richard Mortensen (1962) (tradotto in inglese e francese)[6]
- Omkring Frederiksholms Kanal (1964)[7]
- Andersens ansigter (1992)
- De danske malere i Monaco (1997)[8]

## Riconoscimenti
Johansson ha ricevuto il Premio Cultura di LO nel 1984 ed ha ricevuto la Medaglia N. L. Høyen nel 1998.